# Borsodi Lajos
Borsodi Lajos, 1909-ig Klein (Nagybecskerek, 1883. május 8. – Jabuka, 1941. októbere) magyar szerkesztő, író.

## Életútja
Középiskolai tanulmányait szülővárosában végezte, ügyvédi diplomát Budapesten, jogi doktorátust Kolozsvárt szerzett. A jugoszláviai magyar irodalom egyik serkentője, magyar és szerbhorvát irodalmi tárgyú tanulmányai mellett színdarabja, elbeszéléskötete jelent meg; Kirakat (Nagybecskerek, 1921) című prózavers-kötete a vidéki megtorpanás hangulatát fejezte ki. Az 1930-as években Temesvárt élt, az Országos Magyar Párt (OMP) bánsági tagozatának volt ügyésze, szerkesztette a Bolond Istók c. élclapot, itt jelent meg évjelzés nélkül Vadvirágok c. verskötete. Visszatért Jugoszláviába, ahol a Kalangya 1937-38-ban közölte Csabayék c. regényét a kisvárosi élet alakjairól.

## Művei
- Fenség! Játék egy felvonásban; Pleitz Ny., Nagybecskerek, s.a.
- Mesék – merengések; Singer–Wolfner, Bp., 1905
- Kirakat; Pleitz Ny., Veliki Bečkerek, 1921
- Házibál. Jelenetek, novellák; Pleitz, Veliki Bečkerek, 1923